# إشارة تمثل الاسم

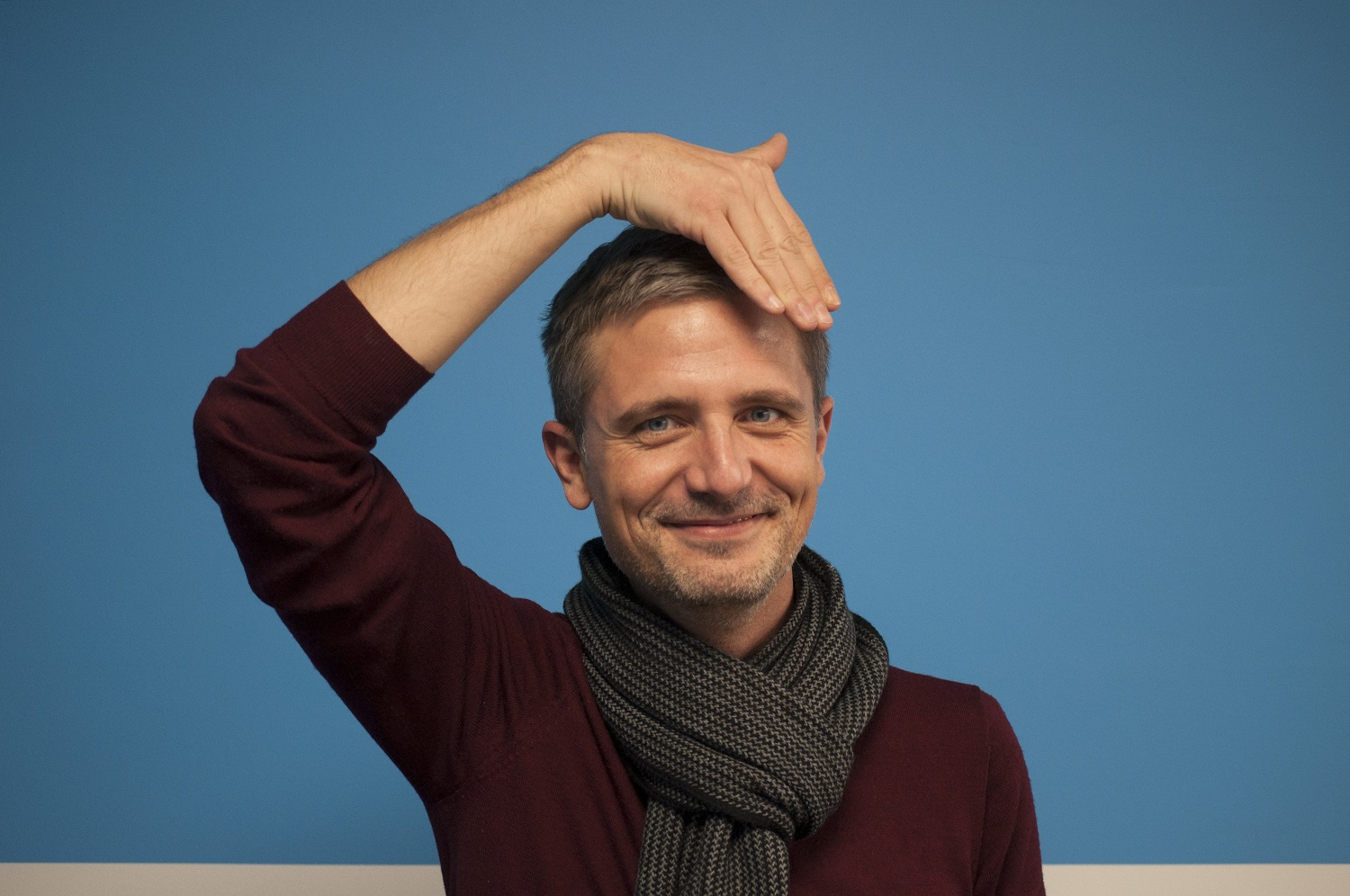
اسم إشارة دونالد ترامب الذي انتخبه الاتحاد السويسري للصم كإشارة عام 2016

اسم الإشارة (أو إشارة الاسم) هو إشارة خاصة تستخدم لتحديد هوية شخص (اسمه) في ثقافة الصم ولغة الإشارة بأسلوب فريد.

## لغة الإشارة الأمريكية
في مجتمع الصم الأمريكي ولغة الإشارة الأمريكية (آسل) توجد معايير ثقافية تتعلق بإشارات الأسماء بلغة الإشارة الأمريكية. على سبيل المثال يجب أن يتفق عليها الشخص المُسمّى ومجتمع الصم الأوسع. فهذا يضمن عدم وجود أي شخص آخر في المجتمع يحمل نفس اسم الإشارة أو أن يكون للإشارة نفسها معنى مختلف. وإلى أن يحصل الشخص على اسم إشارة عادةً ما يُكتب اسمه بالأصابع مما يُمثل اسمه باللغة الإنجليزية حرفًا حرفًا.
يُعرّف اللغوي صموئيل جيمس سوبالا إشارات الأسماء بأنها ذات وظيفتين: تحديد الأشخاص والدلالة على "الانتماء إلى مجتمع الصم". حيث تختلف عادات ثقافات الصم المختلفة فيما يتعلق بأسماء الإشارات. وعلى سبيل المثال في مجتمع الصم الأمريكي تُقسّم أسماء الإشارات عادةً إلى نظامين للتسمية: الوصفي (دنس) والاعتباطي (آنس). وتُوضّح الأسماء الوصفية أوصاف الشخص يدويًا (مثل الشخصية أو المظهر الجسدي) وتُنقل عن طريق أشكال اليد المُصنّفة بينما تُقابل إشارة الاسم الاعتباطي الأحرف الأولى (أو الحرف الأول من الاسم المنطوق) المُطبّقة على موقع واحد أو أكثر. أما الفئة الثالثة -وهي إشارات الأسماء غير التقليدية- تجمع بين عناصر الاعتباطي والوصفي. وعادةً ما تكون إشارة آنس مجرد إشارة فريدة دون أي معنى آخر ولكن قد تكون هناك أنماط عائلية مثل جميع أطفال العائلة الذين يحملون أسماءً مُوقّعة عند الذقن. كما قد تتغير علامات الأسماء على مدار حياة المستخدم.
في حين كانت إشارات الأسماء حصرية في الأصل للأشخاص الصم فإن بعض الأشخاص الذين يسمعون والذين يستخدمون لغة الإشارة الأمريكية ويتفاعلون مع مجتمع الصم لديهم أيضًا إشارات أسماء. فأحيانًا تعين إشارات الأسماء أيضًا للأفراد البارزين الذين ليس لديهم صلة مباشرة بثقافة الصم. على سبيل المثال يمتلك كل من جورج واشنطن وأبراهام لينكولن وويليام شكسبير وفينسنت فان جوخ إشارات أسماء. وأحيانًا أيضًا تعطى الشخصيات المعاصرة غير الصماء مثل المسؤولين المنتخبين إشارات أسماء. وعلى سبيل المثال وبعد أن أصبحت نائبة الرئيس المنتخبة للولايات المتحدة عُين إشارة اسم لكامالا هاريس تتكون من دوران المعصم المكتمل بالتزامن مع فتح الإبهام والسبابة والإصبع الأوسط، واشتُقت الإشارة جزئيًا من إشارة زهرة اللوتس (وهو ما تعنيه "كامالا" باللغة السنسكريتية) ومن الرقم ثلاثة (الذي يمثل هاريس كأول نائبة رئيس امرأة وأمريكية من أصل أفريقي وآسيوي).

## قراءة إضافية
- Erting، Carol (1994). The Deaf Way. Washington: Gallaudet University Press. ISBN:1-56368-026-2.